# Maciej Miłosz
Maciej Łukasz Miłosz (ur. 18 października 1980 w Lublinie) – polski adwokat, członek Trybunału Stanu (2015–2019, od 2023), członek Państwowej Komisji Wyborczej (2020–2024).

## Życiorys
W 2004 ukończył studia prawnicze na Wydziale Prawa, Prawa Kanonicznego i Administracji Katolickiego Uniwersytetu Lubelskiego. Następnie od 2004 do 2007 był na tej uczelni doktorantem w zakresie prawa porównawczego amerykańskiego i europejskiego, w 2005 ukończył podyplomowe Centrum Prawa Amerykańskiego KUL. Otrzymał stypendium na Uniwersytecie w Gandawie (2003), odbył staż Parlamencie Europejskim (2004–2005). W latach 2005–2006 był asystentem w Center for Advancing Legal Skills na macierzystej uczelni. W latach 2006–2010 odbył aplikację adwokacką, a w 2010 zdał egzamin adwokacki. W 2010 rozpoczął wykonywanie zawodu adwokata, prowadząc kancelarie w Lublinie, Nisku i Stalowej Woli. W 2013 został zastępcą członka komisji rewizyjnej Izby Adwokackiej w Lublinie. Zajmował stanowisko przewodniczącego i wiceprzewodniczącego rad nadzorczych Inkubatora Technologicznego w Stalowej Woli oraz Przedsiębiorstwa Komunikacji Samochodowej w Stalowej Woli. Korporant, brał udział w reaktywacji i przewodniczył Korporacji Akademickiej Concordia. Członek zarządu, a następnie przewodniczący komisji rewizyjnej Stowarzyszenia Filistrów Polskich Korporacji Akademickich.
W 2002 kandydował bezskutecznie do lubelskiej rady miejskiej. W 2015 ogłoszono go liderem listy Kukiz’15 w wyborach do Sejmu w okręgu nr 23, jednak ostatecznie nie znalazł się na liście. 18 listopada 2015 z rekomendacji tego ugrupowania został wybrany przez Sejm VIII kadencji na członka Trybunału Stanu. Funkcję tę pełnił do końca kadencji w 2019. W grudniu tego samego roku został zgłoszony przez klub parlamentarny Koalicji Polskiej na członka Państwowej Komisji Wyborczej. Sejm IX kadencji wybrał go na to stanowisko 20 grudnia 2019. W styczniu 2020 prezydent Andrzej Duda powołał go w skład PKW (zasiadał w niej do 2024). 21 listopada 2023 z rekomendacji Konfederacji został wybrany ponownie w skład Trybunału Stanu.

## Odznaczenia
- Złoty Krzyż Zasługi (2025)[10]